# Émile Lachapelle
Émile Lachapelle (12 settembre 1905 – febbraio 1988) è stato un canottiere svizzero, vincitore di una medaglia nel canottaggio ai Giochi olimpici di Parigi 1924 in qualità di timoniere del due con elvetico.

## Palmarès
| Anno | Manifestazione  | Sede   | Evento  | Risultato |
| ---- | --------------- | ------ | ------- | --------- |
| 1924 | Giochi olimpici | Parigi | Due con | Oro       |